# Большая Уса (село)
Большая Уса — село в Куединском районе Пермского края. Административный центр Большеусинского сельского поселения.

## Географическое положение
Расположено на реке Большая Уса, примерно в 45 км к северо-западу от Куеды.

## История
Поселение было основано в 1795 году как починок Усинский. Название получило по одноимённой реке. Селом стало в 1875 году, когда здесь была заложена деревянная Афанасие-Кирилловская церковь (построена в 1878 году). Население по данным на 1926 год составляло 1347 человек. В 1930 году появился колхоз им. Коминтерна, который в марте 1934 года был разукрупнён, а в марте 1951 и марте 1959 годов — укрупнен: первый раз слились 3 сельхозартели, второй раз — 7.
С 1 февраля 1936 по 1958 год в селе находилась Больше-Усинская МТС. В 1930-х годах здесь действовал льнозавод, в 1930—1950-х годах работала артель инвалидов им. Серова. Село было административным центром Больше-Усинского района с 27 февраля 1924 года (с 1 апреля 1925 года — Усинского) по 1 января 1932 года. Район был вновь восстановлен и существовал с 25 января 1935 по 4 ноября 1959 года.

## Население
| 2010 | 2021  |
| ---- | ----- |
| 1601 | ↘1340 |

## Топографические карты
- Лист карты P-40-111.